# Майкъл Грийн
Майкъл Грийн (на английски: Michael Green) е британски физик, изиграл основна роля в разработването на теорията на струните.

## Биография
Роден е на 22 май 1946 година в Лондон, Великобритания. Посещава училище „Уилям Елис“ в Лондон и Чърчил Колидж, Кеймбридж, където завършва с отличие теоретична физика (1967). През 1970 получава докторска степен по теория на елементарните частици, след което извършва следдипломни изследвания в Принстънския университет (1970 – 72), Кеймбридж и Оксфордския университет.
Между 1978 и 1993 г. е преподавател и професор в Лондонският университет „Куин Мери“, а през юли 1993 е назначен за професор по теоретична физика в университета в Кеймбридж. На 19 октомври 2009 г. е одобрен за лукасов професор и поема този пост от Стивън Хокинг за периода 1 ноември 2009 – 1 юли 2015 г. 

## Научна дейност
Грийн разработва идеята, че всичко във Вселената се състои от тънки вибриращи струни.
В началото на 80-те години теорията на струните все още имала неразрешими противоречия, наричани аномалии в науката. Грийн, заедно с Джон Шварц, се захващат с тяхното отстраняване. Учените успяват да отстранят някои противоречия на теорията. Периодът от 1984 до 1986 става известен като първа революция на суперструните. През тези 3 години физици от цял свят написват над 1000 труда върху теорията на струните, в които се доказва, че стандартният модел е естествено следствие от тази теория.
| „            | В момента, когато се сблъскаш с теорията на струните и осъзнаеш, че почти всички основни открития във физиката през последните 100 години произлизат, и при това с такава елегантност, от толкова проста отправна точка, разбираш, че тази изключително завладяваща теория е ненадмината по рода си. | “ |
| Майкъл Грийн | |   |

## Избрана библиография
- Green, M., John H. Schwarz, and E. Witten. Superstring Theory. Vol. 1, Introduction. Cambridge Monographs on Mathematical Physics. Cambridge, UK: Cambridge University Press, 1988. ISBN 978-0-521-35752-4
- Superstring Theory. Vol. 2, Loop Amplitutes, Anomalies and Phenomenology. Cambridge, UK: Cambridge University Press, 1988. ISBN 978-0-521-35753-1